# Moe (Vorname)
Moe ist zum einen ein englischer männlicher, zum anderen ein japanischer weiblicher Vorname.
Der Name besitzt für den englischsprachigen Gebrauch zwei Herleitungen. Wenn er von dem altenglischen Morris hergeleitet wird, bedeutet er so viel wie „dunkelhäutig“. Er kann aber auch als englische Koseform des biblischen Vornamens Moses verwendet werden.
Moe oder Mo werden auch häufig als Kurzformen von Mohammed und Moritz benutzt.

## Namensträger
- Moe Bandy  (* 1944), US-amerikanischer Country-Sänger
- Moe Dunford (* 1987), irischer Schauspieler
- Moe Howard (1897–1975), US-amerikanischer Komiker und Schauspieler
- Moe Koffman (1928–2001), kanadischer Jazzmusiker (Flöten, Sopran-, Alt- and Tenorsaxophon, Klarinette)
- Moe Mitchell (* 1983), deutscher Soul-Sänger
- Moe Norman (1929–2004), kanadischer Profigolfer
- Moe Sedway (1894–1952), US-amerikanischer Mobster
- Moe Wechsler (1920–2016), US-amerikanischer Berrelhouse- und Jazz-Pianist

## Namensträgerinnen
- Moe Meguro (* 1984), japanische Curlerin

## Familienname
- King Moe (* 2002),  amerikanisch-samoanischer Fußballspieler

## Fiktive Personen
- 1972: Im ersten Teil des Mafia-Epos „Der Pate“ von Francis Ford Coppola ist Moe Green ein bedeutender Mobster in Las Vegas, der im Auftrag von Michael Corleone ermordet wird. Die Figur basiert auf Bugsy Siegel; aber auch seine Partner Gus Greenbaum und Moe Sedway finden sich zumindest im Namen wieder.[2][3]
- 1984: Im Gangster-Epos „Es war einmal in Amerika“ von Sergio Leone ist Fat Moe eine der Hauptpersonen und ähnlich wie Moe Szyslak Kneipen- bzw. Gastwirt.[4]
- 1985–1995: „Moe“ ist ein gemeiner, draufgängerischer Schulkollege Calvins aus dem Comic „Calvin and Hobbes“ des Amerikaners Bill Watterson.[5]
- ab 1987/89: Morris „Moe Szyslak“ ist der Barkeeper aus „Moe’s Taverne“ in Springfield in der US-amerikanischen Zeichentrickserie Die Simpsons[6]
- In dem Film Paper Moon wird die männliche Hauptfigur Moses Pray (Ryan O’Neil) von der weiblichen Hauptfigur Addie Loggins (Tatum O’Neil) Mo genannt.[7]